# Vlag van Vienne

Vlag van Vienne

De vlag van Vienne is de niet-officiële vlag van het Franse departement Vienne. Net als de meeste andere departementen van Frankrijk heeft Vienne geen officiële vlag, maar wordt de hier rechts afgebeelde vlag op niet-officiële wijze gebruikt. De vlag is afgeleid van het wapen van dit departement.
De vlag toont een rood veld, met een witte verticale golvende baan, en daarop vijf gele kastelen geplaatst in 2-1-2.
Het ontwerp is gebaseerd op de vlag van de regio Poitou met de toevoeging van een golvende baan die de rivier de Vienne symboliseert. De vlag is geïnspireerd op het ontwerp van het wapen dat in 1950 is voorgesteld door Robert Louis.
Naast deze vlag is er een logovlag in gebruik.

Vlag van Poitou
Logovlag